# Ngụy trang tuyết

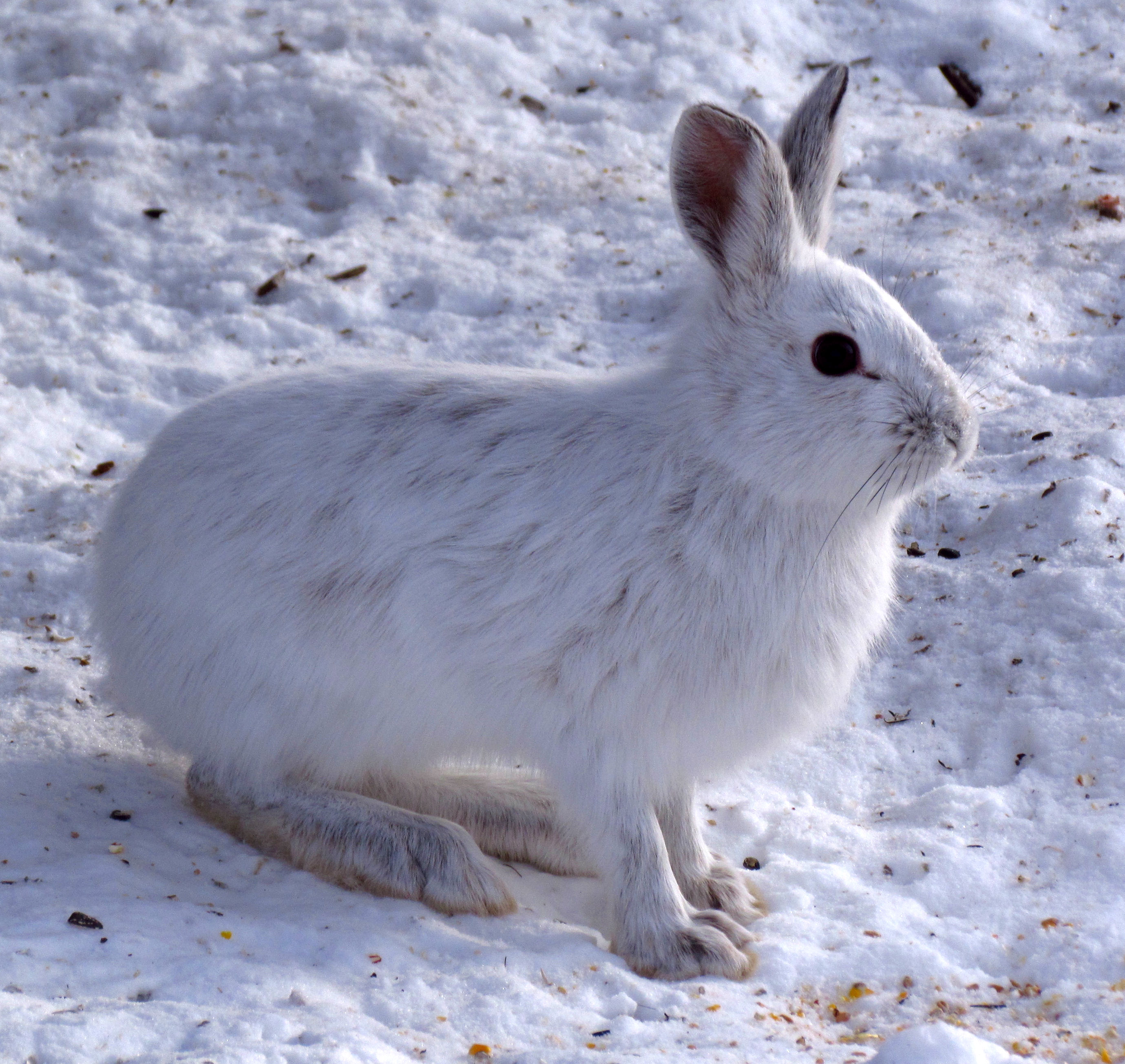
Một con thỏ trắng ngụy trang trong tuyết với lớp lông trắng toát

Ngụy trang tuyết (Snow camouflage) hay còn gọi là ngụy trang trên nền tuyết trắng là việc sử dụng màu sắc hoặc hoa văn để ngụy trang, hòa lẫn một cách hiệu quả vào mùa đông và thông thường là trong điều kiện nền tuyết trắng. Hành vi ngụy trang tuyết thường khác biệt so với kiểu ngụy trang vào mùa hè, các mẫu họa tiết để hòa lẫn vào môi trường vào mùa hè thường là sự kết hợp hoa văn phá cách giữa các sắc thái từ màu nâu và xám, cho đến màu đen, trong khi đó, các mẫu họa tiết để ngụy trang vào mùa đông có tông màu chủ đạo là màu trắng để phù hợp với phong cảnh tuyết trắng xóa.

## Ghi nhận
Trong số các loài động vật, ngụy trang tuyết biến đổi là một loại thay đổi hình dáng bề ngoài theo mùa với bộ lông  khác biệt vào mùa đông. Kiểu ngụy trang tuyết và thay lông này thường được nhìn thấy ở các loài chim như gà gô Ptarmigan, thỏ Bắc Cực, các loài vật có lông như chim săn, và một loài cáo là cáo Bắc Cực. Vì chúng đã tiến hóa theo một cách riêng biệt, nên sự xuất hiện tương tự về màu sắc là do quá trình tiến hóa hội tụ, đó là những bằng chứng ban đầu cho lý thuyết chọn lọc tự nhiên. Tuy nhiên, một số loài sống ở Bắc Cực cao như cú tuyết và gấu Bắc Cực vẫn có màu trắng quanh năm.
Các loài vật sử dụng vẻ bề ngoài màu trắng để phòng vệ ở vùng Bắc cực đã được nhà tự nhiên học Alfred Russel Wallace ghi nhận, vào năm 1889, ông ta đã liệt kê các loài vật gồm gấu Bắc Cực, thỏ Bắc Cực, cú tuyết và chim ưng Gyr là các loài có màu trắng cả năm, trong khi cáo Bắc Cực, thỏ Bắc Cực, chồn Ermine và gà gô Ptarmigan thay đổi màu sắc của chúng và đó là để ẩn thân. Các nhà động vật học sau này như Hugh B. Cott đã lặp lại những quan sát của ông, nói thêm rằng các loài động vật khác ở Bắc Cực như bò xạ hương, nai sừng tấm, tuần lộc, chó sói và quạ không bao giờ trở nên trắng toát "ngay cả khi ở những vùng lạnh nhất trong phạm vi sinh sống của chúng".
Có rất ít bằng chứng thực nghiệm về khả năng thích nghi của màu trắng khi ngụy trang, mặc dù nhà điểu học WLN Tickell, khi xem xét các giải thích được đề xuất về bộ lông màu trắng ở chim đã viết rằng ở loài gà gô đá Ptarmigan "khó có thể thoát khỏi kết luận rằng bộ lông màu nâu khó hiểu của mùa hè trở thành ưu thế trong tuyết, và bộ lông trắng do đó là một sự thích nghi khó hiểu khác". Một số loài động vật ở vùng cực bắc, như thỏ và thỏ rừng Bắc Cực, cáo Bắc Cực, chồn hôi đã thay đổi màu lông của chúng (bằng cách thay lông và mọc thêm lông hoặc lông mới) từ màu nâu hoặc màu xám ngụy trang vào mùa hè sang màu trắng vào mùa đông. Cáo Bắc Cực là loài duy nhất trong họ nhà chó làm được như vậy. Tuy nhiên, thỏ rừng Bắc Cực sống ở cực bắc Canada, nơi có mùa hè rất ngắn, vẫn có bộ lông trắng quanh năm, vì những loài động vật trong các nhóm tách biệt rộng rãi này đã tiến hóa riêng biệt, nên sự giống nhau về màu sắc là do quá trình tiến hóa hội tụ, với giả định rằng chọn lọc tự nhiên ủng hộ một kiểu màu cụ thể trong một môi trường cụ thể. Biến đổi khí hậu do sự nóng lên toàn cầu đang dẫn đến sự không phù hợp giữa màu lông theo mùa của các loài động vật Bắc Cực như thỏ rừng tuyết với cảnh quan ngày càng không còn có thật nhiều tuyết.